# LIXILリフォームショップ
LIXILリフォームショップとは株式会社LIXIL（旧トステム株式会社）が運営する住宅リフォームのフランチャイズチェーン名である。
本項では前身名称である「住まいプロ ホームウェル（すまいプロ ホームウェル）」や「トステムホームウェル」並びに株式会社住生活グループ（現・株式会社LIXILグループ）のグループ会社だった同名企業も併せて述べる。

## ホームウェル
前身の名称の一部 「ホームウェル（Home Well）」の由来は、住まいとくらしをより良くしたいという思いから。直営店「ホームウェルサテライト」を東京都墨田区錦糸で営業していた。
2007年6月14日、社名を株式会社ハウジングワークスへ変更した。その後さらに株式会社トステムハウジングワークスに変更したが、2010年9月30日に解散した。
住宅リフォームのフランチャイズとしてのホームウェルの事業は関連法人解散後もトステム本体により存続され、2011年4月の株式会社LIXIL発足後も「トステム」ブランドのまま継続して行ってきた。
2012年7月1日に旧・株式会社INAXが行っていた住宅リフォームのフランチャイズ「INAXリフォームLIFA」との再編により、「LIXILリフォームチェーン」を発足。異なるビジネスモデルを明確にするため2ブランドの統合は行わず、「トステムホームウェル」は"新築時の性能・機能を上回るリーズナブルな全面リフォームを提供する"というコンセプトを新たに掲げ、「住まいプロ ホームウェル」に改称した。
2015年4月1日に「住まいプロ ホームウェル」は「INAXリフォームLIFA」から改称した「住まいコンシェル LIFA」と統合され「LIXILリフォームショップ」に改称。「ホームウェル」の名称は誕生から27年で消滅した。